# Йорганджиоглу, Озкан
Озкан Йорганджиоглу (тур. Özkan Yorgancıoğlu; род. 1 августа 1954) — турецко-киприотский политик, премьер-министр Турецкой Республики Северного Кипра с 2 сентября 2013 по 16 июля 2015 года.

## Биография
Озкан Йорганджиоглу родился в деревне Лемпа, находящейся в Пафосе, юго-западном районе острова, в то время бывшего британской коронной колонией. Он обучался в Стамбульском университете на факультете экономики и публичных финансов, получив свой диплом политолога в 1980 году.
28 апреля 2005 года Озкан Йорганджиоглу был назначен на должность министра по делам молодёжи и спорта Северного Кипра в составе кабинета министров Ферди Сабита Сойера, он занимал этот пост с апреля 2005-го по май 2009 года. Йорганджиоглу заменил Сойера на месте лидера Республиканской турецкой партии, и в результате парламентских выборов 2013 года (28 июля) и поражения на них премьер-министра (с 2010 года) Ирсена Кючюка Озкан Йорганджиоглу благодаря победе его партии имел право занять пост премьер-министра. 31 августа он подал список состава своего будущего кабинета президенту Северного Кипра Дервишу Эроглу, а 2 сентября вступил в должность.

## Личная жизнь
Женат, имеет двоих детей.